# Уодсворт, Сэм
Сэ́мюэл Джон Уо́дсворт (13 сентября 1896 — 1 сентября 1961) — английский футболист, играл на позиции защитника.

## Биография
В составе сборной Англии сыграл 9 матчей в период с апреля 1922 года по октябрь 1926 года. В последних четырёх матчах в составе команды был капитаном сборной.

## Достижения
«Хаддерсфилд Таун»
- Обладатель Суперкубка Англии: 1922